# На Англію прощальний погляд
«На Англію прощальний погляд» (англ. The Last of England) — британський кінофільм режисера-авангардиста Дерека Джармена.

## Сюжет
Фільм складається із серії епізодів без діалогів — погляд на сучасну Англію королеви Єлизавети, що пройшла заради цього крізь століття, опинившись у нашому часі. Сюжет фільму складається з мозаїки, що являє собою апокаліптичну картину прийдешнього занепаду й загибелі Англії, для чого використані незвичайні ракурси, старі кінострічки, зображення гомосексуальної любові та всього іншого, що несе думку про небезпеку бездуховності і звиродніння, які підстерігають західну цивілізацію в її розвитку.

## В ролях
| Актор                |   | Роль |
| -------------------- | - | ---- |
| «Спрінг» Руперт Одлі | • |      |
| Гей Гейнор           | • |      |
| Метью Гокінс         | • |      |
| Спенсер Лі           | • |      |
| Джеррард МакАртур    | • |      |
| Джонатан Філліпс     | • |      |
| Тільда Суїнтон       | • |      |
| Найджел Террі        | • |      |

## Факти
- Першою робочою назвою фільму була «Мертве море» («The Dead Sea») і вона зберігалася майже до кінця, поки фільм не було перейменовано в «На Англію прощальний погляд» за однойменною картиною художника-прерафаеліта Форда Медокса Брауна[ru], назву якої зазвичай переводять як «Прощання з Англією». На передньому плані зображена пара емігрантів, чоловік і дружина, що назавжди покидають Англію.
- Прем'єра стрічки відбулася в серпні 1987 року на Единбурзькому фестивалі. Фільм отримав протилежні за знаком відгуки, при цьому найкраще його прийняли в Японії.

## Нагороди
- 1988 — Премія «Тедді» Берлінського міжнародного кінофестивалю